# Evan Rodrigues
Pour les articles homonymes, voir Rodrigues (homonymie).
Evan Rodrigues (né le 28 juillet 1993 à Toronto dans la province d'Ontario au Canada) est un joueur professionnel canadien de hockey sur glace. Il évolue au poste d'ailier gauche.

## Biographie
Il a joué au niveau junior A avec les Raiders de Georgetown dans la Ligue de hockey junior de l'Ontario de 2009 à 2011 avant de rejoindre l'Université de Boston et l'équipe des Terriers. Il évolue durant quatre saisons à l'université et réalise 61 points en 41 matchs à sa dernière saison, en 2014-2015. Après avoir terminé ses études, il signe en tant qu'agent libre avec les Sabres de Buffalo en avril 2015. 
À sa première saison professionnelle, il passe la quasi-totalité de la saison 2015-2016 dans la Ligue américaine de hockey avec les Americans de Rochester, franchise affiliée aux Sabres. Lors de cette même saison, il est rappelé par les Sabres pour les deux derniers matchs de la saison : il joue son premier match dans la Ligue nationale de hockey le 8 avril contre les Blue Jackets de Columbus et le lendemain contre les Islanders de New York, il marque ses deux premiers points dans la ligue, qui sont un but et une aide.
Le 24 février 2020, il est échangé aux Penguins de Pittsburgh avec Conor Sheary en retour de Dominik Kahun. 
Le 12 septembre 2022, il signe un pacte d'un an d'une valeur de deux-millions de dollars avec l'Avalanche du Colorado.
Il remporte la Coupe Stanley 2024 avec les Panthers de la Floride.

## Statistiques
| Saison     | Équipe                 | Ligue       |     | Saison régulière | Saison régulière | Saison régulière | Saison régulière | Saison régulière |    | Séries éliminatoires | Séries éliminatoires | Séries éliminatoires | Séries éliminatoires | Séries éliminatoires |
| Saison     | Équipe                 | Ligue       | PJ  | B                | A                | Pts              | Pun              | PJ               | B  | A                    | Pts                  | Pun                  |                      |                      |
| 2009-2010  | Raiders de Georgetown  | OJHL        | 56  | 20               | 31               | 51               | 22               | 11               | 4  | 2                    | 6                    | 2                    |                      |                      |
| 2010-2011  | Raiders de Georgetown  | OJHL        | 37  | 21               | 33               | 54               | 42               | 5                | 1  | 3                    | 4                    | 0                    |                      |                      |
| 2011-2012  | Université de Boston   | Hockey East | 36  | 2                | 10               | 12               | 24               | -                | -  | -                    | -                    | -                    |                      |                      |
| 2012-2013  | Université de Boston   | Hockey East | 38  | 14               | 20               | 34               | 28               | -                | -  | -                    | -                    | -                    |                      |                      |
| 2013-2014  | Université de Boston   | Hockey East | 31  | 5                | 9                | 14               | 20               | -                | -  | -                    | -                    | -                    |                      |                      |
| 2014-2015  | Université de Boston   | Hockey East | 41  | 21               | 40               | 61               | 31               | -                | -  | -                    | -                    | -                    |                      |                      |
| 2015-2016  | Americans de Rochester | LAH         | 72  | 9                | 21               | 30               | 39               | -                | -  | -                    | -                    | -                    |                      |                      |
| 2015-2016  | Sabres de Buffalo      | LNH         | 2   | 1                | 1                | 2                | 0                | -                | -  | -                    | -                    | -                    |                      |                      |
| 2016-2017  | Americans de Rochetser | LAH         | 48  | 9                | 21               | 30               | 27               | -                | -  | -                    | -                    | -                    |                      |                      |
| 2016-2017  | Sabres de Buffalo      | LNH         | 30  | 4                | 2                | 6                | 4                | -                | -  | -                    | -                    | -                    |                      |                      |
| 2017-2018  | Americans de Rochetser | LAH         | 8   | 5                | 5                | 10               | 2                | -                | -  | -                    | -                    | -                    |                      |                      |
| 2017-2018  | Sabres de Buffalo      | LNH         | 48  | 7                | 18               | 25               | 14               | -                | -  | -                    | -                    | -                    |                      |                      |
| 2018-2019  | Sabres de Buffalo      | LNH         | 74  | 9                | 20               | 29               | 25               | -                | -  | -                    | -                    | -                    |                      |                      |
| 2019-2020  | Sabres de Buffalo      | LNH         | 38  | 5                | 4                | 9                | 10               | -                | -  | -                    | -                    | -                    |                      |                      |
| 2019-2020  | Penguins de Pittsburgh | LNH         | 7   | 1                | 0                | 1                | 4                | -                | -  | -                    | -                    | -                    |                      |                      |
| 2020-2021  | Penguins de Pittsburgh | LNH         | 35  | 7                | 7                | 14               | 6                | 2                | 0  | 1                    | 1                    | 0                    |                      |                      |
| 2021-2022  | Penguins de Pittsburgh | LNH         | 82  | 19               | 24               | 43               | 14               | 7                | 3  | 2                    | 5                    | 4                    |                      |                      |
| 2022-2023  | Avalanche du Colorado  | LNH         | 69  | 16               | 23               | 39               | 30               | 7                | 1  | 4                    | 5                    | 2                    |                      |                      |
| 2023-2024  | Panthers de la Floride | LNH         | 80  | 12               | 27               | 39               | 34               | 24               | 7  | 8                    | 15                   | 4                    |                      |                      |
| Totaux LNH | Totaux LNH             | Totaux LNH  | 465 | 81               | 126              | 207              | 141              | 40               | 11 | 15                   | 26                   | 10                   |                      |                      |

## Trophées et honneurs personnels
- 2012-2013 : nommé dans la deuxième équipe d'étoiles de Hockey East
- 2014-2015 : nommé dans la deuxième équipe d'étoiles de Hockey East

### Ligue nationale de hockey
- 2023-2024 : remporte la Coupe Stanley avec les Panthers de la Floride